# خيمينا دوكي
خيمينا دوكي (بالإسبانية: Ximena Duque)‏ وهي ممثلة و عارضة أزياء كولومبية ولدت في يوم 30 يناير 1985 في مدينة كالي في مقاطعة فاييه دي كوكا في كولومبيا. ولدت خيمينا دوك في كالي، كولومبيا، في 30 كانون الثاني 1985. أبرز المسلسلات التي مثلت فيها هو مسلسل الحب التائه.

## وصلات خارجية
- خيمينا دوكي على موقع IMDb (الإنجليزية)
- خيمينا دوكي على موقع أول موفي (الإنجليزية)
- خيمينا دوكي على موقع قاعدة بيانات الفيلم (الإنجليزية)

- خيمينا دوكي على قاعدة بيانات الأفلام على الإنترنت